# Carex steudneri
Carex steudneri är en halvgräsart som beskrevs av Johann Otto Boeckeler. Carex steudneri ingår i släktet starrar, och familjen halvgräs. Inga underarter finns listade i Catalogue of Life.